# Atletismo en los Juegos Parapanamericanos

Atletismo adaptado

La prueba de atletismo adaptado fue admitida en los Juegos Parapanamericanos desde la primera edición que se celebró en Ciudad de México en México en 1999.

## Medallero Histórico
Actualizado Santiago 2023*
| Núm. | País                 | Oro | Plata | Bronce | Total |
| ---- | -------------------- | --- | ----- | ------ | ----- |
| 1    | Brasil               | 153 | 131   | 94     | 378   |
| 2    | Estados Unidos       | 79  | 92    | 89     | 260   |
| 3    | México               | 61  | 49    | 59     | 169   |
| 4    | Cuba                 | 39  | 31    | 37     | 107   |
| 5    | Colombia             | 32  | 34    | 27     | 93    |
| 6    | Argentina            | 30  | 35    | 40     | 104   |
| 7    | Venezuela            | 21  | 32    | 34     | 87    |
| 8    | Canadá               | 21  | 29    | 29     | 73    |
| 9    | Ecuador              | 11  | 7     | 3      | 21    |
| 10   | Trinidad y Tobago    | 4   | 2     | 2      | 8     |
| 11   | Chile                | 3   | 3     | 5      | 11    |
| 12   | Bermudas             | 2   | 3     | 3      | 8     |
| 13   | Costa Rica           | 2   | 1     | 0      | 3     |
| 14   | Jamaica              | 2   | 0     | 0      | 2     |
| 15   | Puerto Rico          | 1   | 1     | 2      | 4     |
| 16   | Perú                 | 0   | 5     | 5      | 10    |
| 17   | República Dominicana | 0   | 2     | 3      | 5     |
| 18   | Panamá               | 0   | 1     | 1      | 2     |
| 19   | El Salvador          | 0   | 0     | 1      | 1     |
| 19   | Nicaragua            | 0   | 0     | 1      | 1     |
|      | Total                | 461 | 458   | 435    | 1347  |

*No se tiene información de las medallas del los Juegos Parapanamericanos de 1999 y 2003.
- Datos: Q65164448